# 中华人民共和国消费者权益保护法
《中华人民共和国消费者权益保护法》，简称《消费者权益保护法》或“消法”，是中华人民共和国的一部旨在保护消费者合法权益、维护社会经济秩序、促进经济健康发展的法律。

## 简介
1993年10月31日，第八届全国人民代表大会常务委员会第四次会议通过了《消费者权益保护法》，并于1994年1月1日施行。其后全国人大常委会分别于2009年和2013年修订了该法律。
现行的《消费者权益保护法》于2014年3月15日开始施行，共分为八章63条，就消费者的权利、经营者的义务、国家对消费者合法权益的保护、消费者组织、争议的解决以及经营者的法律责任等做出了规定。